# Pavao Ćulumović
Pavao Ćulumović (Sveti Juraj, Senj, 3. ožujka 1868. – Zagreb, 12. listopada 1963.) je bio hrvatski liječnik internist i medicinski pedagog. Jedan je od zaslužnika hrvatske medicine. Otac je suvremene hrvatske interne medicine.

## Životopis
U Grazu je završio studij medicine 1893. godine. Iste godine postao je član Sbora liečnika kraljevina Hrvatske i Slavonije. Radio je u više bolnica u Hrvatskoj. U Osijeku je bio sekundarni liječnik u zemaljskoj bolnici (Zakladna bolnica) sve do 1895. godine. Zatim je radio u županijskoj bolnici u Ogulinu gdje je bio ravnatelj i primarni liječnik. Za rada u Ogulinu prvi u Hrvatskoj dijagnosticirao akromegaliju i prvi je prepoznao pelagru. Autor je najstarije hrvatske endokrinološke publikacije, a to je rasprava o akromegaliji. Od 1909. ravnatelj je županijske bolnice u Bjelovaru. U Bolnici milosrdne braće u Zagrebu je još od kraja iste godine, gdje obnaša dužnost ravnatelja. Od 1922. bio je predstojnik Internog odjela na istoj bolnici. Ravnateljsku dužnost obnašao je do 1934. godine. Od 1932. do 1935. godine bio je predsjednik Zbora liječnika Hrvatske, Slavonije i Medjumurja. Prvi je u bolničku praksu (u Javnoj općoj bolnici Milosrdne Braće na Jelačićevom trgu) u Hrvatskoj uveo sustavnu znanstvenu laboratorijsku dijagnostiku unutarnjih bolesti. Za praktične liječnike održavao je tečajeve iz interne medicine. Od 1955. počasni član Zbora liječnika Hrvatske.
Po Pavlu Ćulumoviću zove se nagrada koju za unaprjeđenje medicinskih znanosti dodjeljuje Akademija medicinskih znanosti Hrvatske.